# Alastor (österreichische Band)
Alastor ist eine österreichische Black-Metal-Band.

## Geschichte
Die Band wurde im Jahr 1995 u. a. von Gitarrist Rambeer gegründet und veröffentlichte 1998 ihr erstes, Morbid Rites of Darkness betiteltes, Demo im Selbstverlag. Zwei Jahre später folgte mit Graveyard Desecration die zweite Demoaufnahme. Als erste offizielle Veröffentlichung erschien 2006 das Album Silva Nordica über das österreichische Black-Metal-Label Ashen Productions, der sich bereits im Folgejahr das zweite Album Noble North anschloss, für das die Band zu No Colours Records wechselte. Als musikalisches Lebenszeichen vor dem dritten Album Waldmark (2016) erschien zwischenzeitlich im Jahr 2012 ein Split-Album.
Für das vierte Studioalbum Šumava (2019) wechselte Alastor erneut die Plattenfirma – für die LP fiel die Wahl auf Schattenpfade, die CD wurde in eigener Regie veröffentlicht. Der Titel bezieht sich dabei auf den tschechischen Namen für den Böhmerwald. Das 2021 ebenfalls über Schattenpfade als LP veröffentlichte Album Cold Landscapes enthält auf der A-Seite fünf neue Stücke und auf der B-Seite die Beiträge des Split-Albums von 2012.

## Stil
Zum Debütalbum sowie den beiden nachfolgenden Werken bezogen sich die Rezensenten üblicherweise auf die norwegische Black-Metal-Szene bzw. nordischen Black Metal etwa Mitte der 1990er-Jahre. Dazu gehören Voices from the Dark Side, wo Satyricon und Immortal als Referenzen genannt wurden, Metal.de (neben Satyricon auch die Schweden von Dark Funeral sowie Khold und Todtgelichter) und das Terrorverlag Webzine (Satyricon und Emperor). Bei Powermetal.de lautete der Vergleich sinngemäß „die ersten Alben von Dimmu Borgir ohne Keyboard-Unterstützung“.
Ohne Verweis auf andere Genrevertreter wurde das vierte Album Šumava bei Stormbringer als „musikalisch gewohnt starke Kost zwischen Blastbeat-Eruptionen, elegischen Gitarrenläufen, garstigem Gekeife und frostklirrender Atmosphäre“ beschrieben. Auf der 2021er-Veröffentlichung Cold Landscapes werde die musikalische Entwicklung der Band illustriert, so der stellvertretende Metal.de-Chefredakteur Stefan Wolfsbrunn: Die B-Seite mit Stücken von 2012 wirke noch „deutlich naiver“ und die A-Seite zeige „die heutigen Alastor als abgeklärte Musiker, deren musikalische Attitüde und konzeptionellen Ansätze des Black Metals viel näher bei Immortal als Darkthrone“ seien. Auch Rock-Hard-Redakteur Andreas Schiffmann betonte die sichtbare Weiterentwicklung, wobei diese „allerdings (und in diesem Fall zum Glück) zu keinem Zeitpunkt über die Grenzen der alten Schule hinaus“ gegangen sei.

## Diskografie

### Demos
- 1998: Morbid Rites of Darkness (Selbstverlag)
- 2000: Graveyard Desecration (Selbstverlag)

### Alben
- 2006: Silva Nordica (Ashen Productions)
- 2007: Noble North (No Colours Records)
- 2012: The Forbidden Fruit of Purity (Split-Album mit Tundra)
- 2016: Waldmark (Wrath of the Tyrant)
- 2019: Šumava (Selbstverlag [CD], Schattenpfade [LP])
- 2021: Cold Landscapes (Selbstverlag [CD], Schattenpfade [LP], Azure Graal [MC])

### Singles und EPs
- 2017: Vyklestilka (Selbstverlag)